# 이광성
이광성은 대한민국의 아나운서이다.

## 학력
- 용인대학교

## 경력
- 이노애즈 아나운서
- 한국경제TV 아나운서
- 2012~2014년 TJB 대전방송 아나운서

## 진행 프로그램
- 브라보 라이프
- TJB 뉴스
- 뮤직에세이